# Paddy McGuinness
 (janvier 2015).
Paddy McGuinness de son vrai nom Patrick Joseph McGuinness, né le 14 août 1973 à Farnworth dans le Lancashire en Angleterre, est un acteur et animateur et personnalité de la télévision britannique.

## Biographie
Il est connu pour ses rôles dans ITV et Channel 4, le plus célèbre que l'hôte de Take Me Out.
McGuinness est également bien connu pour son travail avec Peter Kay, qui le connaissait quand il était plus jeune et l'a invité à apparaître dans ses programmes Que Peter Kay Thing, Phoenix Nights et Max et Road Paddy to Nowhere, qui a conduit au lancement d'un succès carrière sur Channel 4 et ITV.